# جون فيفير
جون فيفير (بالإنجليزية: John Feaver)‏ مواليد 16 فبراير 1952 في أسطول، هامبشير، هو لاعب كرة مضرب إنجليزي سابق وكان يلعب باليد اليمنى. أعلى تصنيف له في الفردي كان المركز الـ 38 في سنة 1973.

## روابط خارجية
- جون فيفير على موقع رابطة محترفي التنس (الإنجليزية)
- جون فيفير على موقع الاتحاد الدولي لكرة المضرب (الإنجليزية)
- جون فيفير على موقع كأس ديفيز (الإنجليزية)
- جون فيفير على موقع خلاصة التنس.كوم (الإنجليزية)